# 富山県立南砺総合高等学校井波高等学校
富山県立南砺総合高等学校井波高等学校（とやまけんりつ なんとそうごうこうとうがっこう いなみこうとうがっこう、英: Toyama Prefectural Inami High School）は、かつて富山県南砺市北川にあった公立の高等学校。富山県立南砺福野高等学校との統合により、2012年（平成24年）3月末に閉校した。

## 概要
1948年（昭和23年）9月に富山県立福野高等学校井波分校（とやまけんりつ ふくのこうとうがっこういなみぶんこう）として発足。2005年（平成17年）に富山県立平高等学校、富山県立福野高等学校、富山県立福光高等学校と共に「富山県立南砺総合高等学校」の提携事業に参加し、富山県立南砺総合高等学校井波高等学校となった。

## 設置学科
- 普通科
- 福祉科（福祉科が設置される前は生活文化科があった）

## 校訓・教育方針

### 校訓
清純　明朗　寛容

### 学校課題
「特色ある学校づくりをめざして」
1. 個性を生かした教科指導の充実
2. 国際理解教育の充実
3. 特別活動やボランティア活動の充実

### 教育目標
1. すぐれた知性と豊かな情操を養う。
2. 自主、協調の精神とたくましい体力を養う。
3. 幅広い国際性と奉仕の心を養う。
4. 清純・明朗・寛容の気風を養う。

### 教育方針
1. 意欲的に学習し、自主的かつ積極的に行動できる人間の育成を図る。
2. 基本的な生活習慣を体得し、心身ともに健康で明朗誠実な人間の育成を図る。
3. 国際的視野に立って考え、自他の人格を尊重する人間の育成を図る。
4. 地域社会に奉仕し、郷土の自然や文化を愛する人間の育成を図る。
5. 豊かな芸術的環境を尊重し、創造性に富んだ人間の育成を図る。

## 沿革

### 経緯
1948年（昭和23年）9月、富山県立福野高等学校井波分校として発足。当初は普通科と家庭科を設置しており、多い学年では普通科4クラスと家庭科1クラスがあった。
1960年（昭和35年）4月1日に福野高等学校から分離し、富山県立井波高等学校となった。
1982年（昭和57年）度から海外（当初はアメリカ合衆国）へ研修生を派遣、第4回以降はオーストリアへ派遣先を変更し、1991年（平成3年）にはアーミデル市の2校、1993年（平成5年）にはサウスポート市の1校と姉妹校提携を行った。国際理解学習を教育活動の柱の一つとし、オーストラリアからの交換留学生（長期・短期）を受け入れるとともに、オーストラリアへの海外短期研修も実施していた。
2005年（平成17年）に富山県立平高等学校、富山県立福野高等学校、富山県立福光高等学校と共に「富山県立南砺総合高等学校」の提携事業に参加し、「富山県立南砺総合高等学校井波高等学校」となった。
2010年（平成22年）に富山県立南砺福野高等学校との統合が決定し、全学科生徒募集停止。2012年（平成24年）3月31日に閉校した。高原兄が井波高校閉校の歌「この場所から見える景色」を作曲した。

### 年表
- 1948年（昭和23年）9月 - 富山県立福野高等学校井波分校として発足[1]。
- 1960年（昭和35年）4月1日 - 福野高等学校から独立し、富山県立井波高等学校と改称[3]。
- 1961年（昭和36年）
  - 3月 - 校旗、校歌制定[1]。
  - 6月 - 体育館新築工事竣工[1]。
- 1962年（昭和37年）3月 - 本館～体育館渡り廊下増築工事竣工、校舎増築第２期工事竣工[1]。
- 1965年（昭和40年）3月 - 校舎増築第３期工事竣工[1]。
- 1967年（昭和42年）10月 - グラウンド整備工事竣工[1]。
- 1972年（昭和47年）3月 - 武道場「清心館」新築工事竣工[1]。
- 1973年（昭和48年）3月 - 特別教室棟増築工事竣工[1]。
- 1984年（昭和59年）11月 - グラウンド夜間照明及び変電設備工事竣工[1]。
- 1985年（昭和60年）3月 - セミナーハウス「八乙女会館」新築工事竣工[1]。
- 1989年（平成元年）3月 - 特別教室棟新築工事竣工[1]。
- 1993年（平成5年）
  - 3月 - テニスコート造成工事竣工[1]。
  - 7月 - 体育館改築工事竣工[1]。
- 1996年（平成8年）4月 - 家政科を生活文化科に改編[1]。
- 1999年（平成11年） - 管理教室等内部改修・耐震補強工事竣工[1]。
- 2005年（平成17年）4月1日 - 「富山県立南砺総合高等学校」の提携事業に参加し、「富山県立南砺総合高等学校井波高等学校」となる。生活文化科を募集停止し、福祉科を新設[1]。
- 2010年（平成22年）4月1日 - 富山県立南砺福野高等学校との統合に伴い、全学科生徒募集停止[1]。
- 2012年（平成24年）3月31日 - 閉校[1]。

## 部活動
- 運動部 - 野球、新体操、ソフトボール、バドミントン、バレーボール、ソフトテニス、テニス、卓球、剣道、陸上競技、バスケットボール
- 文化部 - 吹奏楽、自然科学、放送、音楽、美術、演劇

## 校歌
作詞：大島文雄、作曲：松本民之助

## 姉妹校・交流校
以下の高校とCulture Exchange Programを締結し、「姉妹校」となっていた。
- アーミデル高校 (en) （オーストラリア・ニューサウスウェールズ州アーミデル（英語版））[4]
- デュバル高校 (en) （オーストラリア・ニューサウスウェールズ州アーミデル）[4]
- サウスポート高校 (en) （オーストラリア・クイーンズランド州サウスポート（英語版））[4]